# Нагеле, Элизабет
Элизабет Нагеле (нем. Elisabeth Nagele; 12 июня 1933, Тумель, Швейцария) — швейцарская саночница, выступавшая за сборную Швейцарии в начале 1960-х годов, чемпионка мира. Принимала участие в зимних Олимпийских играх 1964 года в Инсбруке, но по итогам всех заездов женской одиночной программы смогла подняться лишь до двенадцатого места.
Завоевала золотую медаль на чемпионате мира 1961 года в Гиренбаде. Регулярно принимала участие в состязаниях чемпионатов Европы, однако не смогла получить ни одного подиума. По окончании карьеры профессиональной спортсменки проявила активность в управленческой деятельности и в конце 1980-х годов состояла в штате Международной федерацией санного спорта, являясь одним из её делегатов.